# Gondesjapoer
Gondesjapoer (of Gondeshapur, Gundj-e Shapur of diverse andere spellingsvarianten) was een stad in het westen van wat nu Iran is. De ruïnes van Gondesjapoer bevinden zich ten zuiden van het dorp Shahabad, niet ver van de stad Dezful in de provincie Khuzestan.
De stad werd gesticht in 271 door de Sassanidische koning Shapur I, na een Romeins leger van keizer Valerianus te hebben verslagen. De plaats deed eerst dienst als garnizoensplaats en gevangenis voor verslagen Romeinse soldaten. Shapur I maakte er zijn hoofdstad van en zijn vrouw, de dochter van Aurelianus, bracht twee Griekse geneesheren mee, die in Gondesjapoer de Hippocratische geneeskunde onderwezen. In de stad was later de beroemde Academie van Gondesjapoer gevestigd.
Ten tijde van de Perzische koning Khusrau I (reg. 531 - 579 vestigden verscheidene families van artsen zich in Gondesjapoer. Deze artsen vertaalden Griekse, Syrische en Indische medische werken naar het Perzisch. Hierdoor wordt Gondesjapoer beschouwd als een van de vroege centra van de geneeskunde.